# 福井直秋

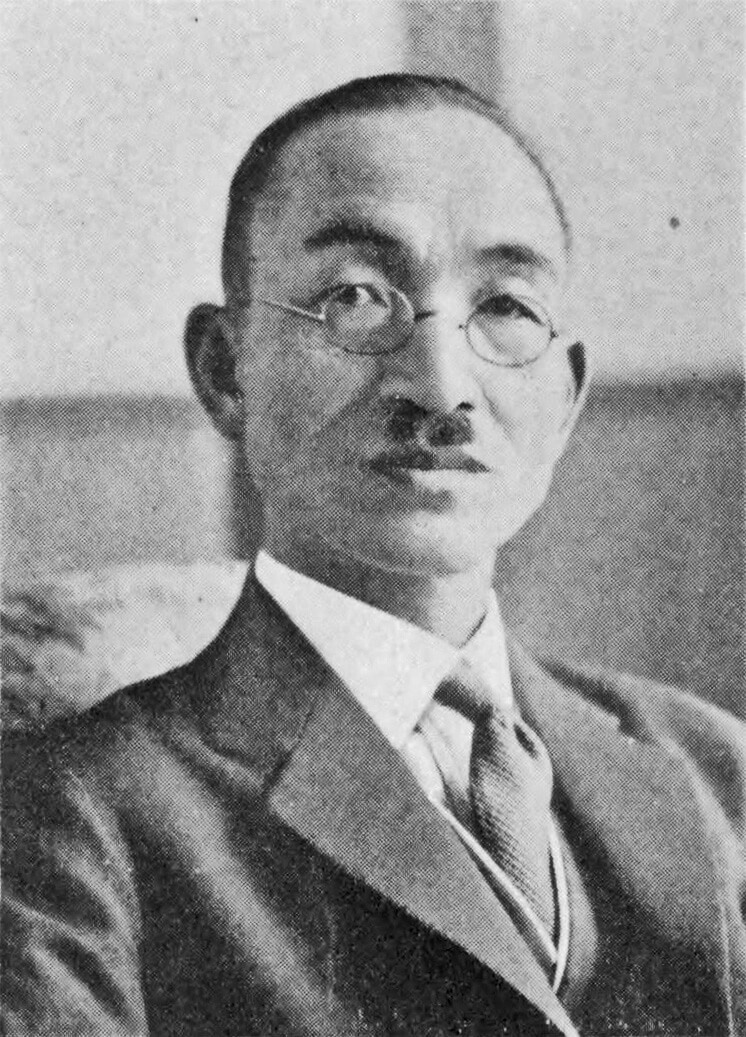
福井直秋（1935年頃撮影）

福井 直秋（ふくい なおあき、1877年10月17日 - 1963年12月12日）は、日本の作曲家、教育者。富山県中新川郡上市町出身。帝国音楽学校校長、武蔵野音楽大学創設者であり初代学長。

## 経歴
富山県中新川郡宮川村（現上市町）浄誓寺住職・福井智拓の五男として誕生。1899年に東京音楽学校へ進学し授業補助をしていた瀧廉太郎と出会う。声楽指導法や歌曲集編纂に尽力する。歌曲、器楽曲の創作に意欲を燃やして約1000曲の音楽作品を遺した。1904年長野師範学校教諭、1928年に第一次帝国音楽学校校長に就任。同年辞任し同校生徒らと共に、翌1929年に武蔵野音楽大学の前身である武蔵野音楽学校を創設し移籍する。1949年に新制大学の武蔵野音楽大学の初代学長に就任した。

## 家族・親族
- 妻：みつの（旧姓大石）
- 長男：福井直俊[1] - 東京音楽学校卒、学校法人武蔵野音楽学園名誉学園長、元東京藝術大学学長
  - 長男：直敬 - 武蔵野音楽大学卒、ベルリン音楽大学卒、学校法人武蔵野音楽学園学長 
    - 同妻：八千代 - 東京藝術大学卒、安西正夫の二女
    - 長女：淳子 - 学習院大学文学部卒、同大学大学院人文科学研究科博士前期課程修了、後期博士課程単位取得退学
    - 長男：直昭[2][3] - 慶應義塾大学経済学部卒、武蔵野音楽大学大学院修士課程修了、学校法人武蔵野音楽学園学長

  - 二男：直祥 - 慶應義塾大学経済学部卒、元日本航空勤務 
    - 同妻：紀子 - 武蔵野音楽大学卒、古澤潤一の二女

  - 三男：直矩 - 慶應義塾大学経済学部卒、元昭和電工勤務 
    - 同妻：郁代 - 白百合女子大学卒、石川留巳之の長女

  - 四男：直静 - 慶應義塾大学工学部卒、同大学大学院工学研究科博士課程修了、同大学元教授
  - 長女：朝子 - 武蔵野音楽大学卒 
    - 同夫：金子靖 - 慶應義塾大学経済学部卒、元十条製紙勤務、金子鋭の長男

  - 二女：靖子 - 慶應義塾大学法学部卒 
    - 同夫：岡本多計彦[4] - 慶應義塾大学法学部卒、オカモト元代表取締役社長
    - 長男：岡本邦彦[5] - 慶應義塾大学商学部卒、オカモト代表取締役副社長
- 二男：直弘[6] - 東京音楽学校卒、学校法人武蔵野音楽学園理事長、武蔵野音楽大学学長を歴任 
  - 長女：杉本脩子[7] - 武蔵野音楽大学中退、ジュネーヴ音楽院卒、前夫・高橋誠を肝臓がんで亡くしたことをきっかけとして遺族支援活動に携わり、全国自死遺族総合支援センターの代表を務める
- 二女：若尾輝子[8] -  東京音楽学校卒、武蔵野音楽大学名誉教授

## 主な作品
作曲
- 朝日を浴びて（作詞：武内俊子、アーティスト：樋口静雄、井口小夜子、河村順子）
- 山口県立宇部商業高等学校校歌（作詞：古関吉雄）
- 磐田農業高等学校校歌（作詞：常松麗蔵）
- 中央線鉄道唱歌（作詞：福山寿久）
- お池のひごい（作詞：青木存義）
- 県立岐阜商業高等学校校歌（作詞：伊藤武雄[9][10]）
- 伊那北高等学校校歌（作詞：藤村作）
- 少年飛行兵行進曲（作詞：百瀬一、アーティスト：霧島昇）
- 君国（作詞：藤村作）
- 飯山高等女学校校歌（作詞：髙野辰之）
- 指ケ谷小学校校歌（作詞：鈴木修山）
- 長浜市立北中学校校歌（作詞：辻亮一）
- 燕（作詞：藤村作）
- 長野県篠ノ井高等学校校歌（作詞：藤村作）
- 東京都足立十二中学校校歌（作詞：古関裕而）
- 東京陸軍少年飛行兵学校校歌（作詞：百瀬一）
- 島根縣立大田女学校校歌（作詞：鈴木敏也）
- 兵庫県立小野高等学校校歌（作詞：藤村作）
- 瀑布（作詞：藤村作）
- 春の神（作詞：藤村作）
- 花吹雪（作詞：藤村作）
- 魚津中学校校歌（作詞：竹内保治）
- 魚津高等女子学校校歌（作詞：松原ヌイ）
- 魚津中学校校歌（作詞：中山輝）
- ラジオ体操行進曲
- ラジオ体操第一（初代）
- 北松南高等学校同窓会ソング（作詞：金村太輔）
- 下高井唱歌（作詞：藤沢倉之助）
- 上五島高等学校校歌（作詞：龍田杏村）
- 東京府青山師範学校校歌（作詞：葛原しげる）
- 長浜北中学校校歌（作詞：辻亮一）[疑問点 – ノート]
- 東京府青山師範学校校歌（作詞：赤澤隆介）
- 群馬県立渋川女子高等学校校歌（作詞：藤村作）
- 川崎中学校校歌（作詞：佐々木信綱）
- 静岡県立藤枝高等女学校校歌（作詞：佐々木信綱）
- 愛媛県立新居浜商業高等学校校歌（作詞：白川渥）
- 愛媛県立今治工業高等学校校歌（作詞：高見健三）
- 東京都新宿区立大久保小学校校歌（作詞：水沢澄夫）
- 東京都足立区立大谷田小学校校歌（作詞：古関吉雄）
- 東京都目黒区立中目黒小学校校歌（作詞：豊田八十代）
- 東京都練馬区立豊玉東小学校校歌（作詞：柴野民三）
- 東京都目黒区立原町小学校校歌（作詞：土岐善麿）
- 東京都大田区立仲六郷小学校校歌（作詞：古関吉雄）
- 北海道上川郡愛別町立愛別中学校校歌（作詞：佐々木信綱）
- 札幌大谷高等学校校歌（作詞：堀沢周安）
- 大分県立別府鶴見丘高等学校校歌（作詞：佐藤四信）
- 茨城県水戸市立五軒小学校校歌（作詞：葛原しげる）
- 長野県中野高等女学校校歌（作詞：湯本道則）
- 福島県伊達市立伊達中学校校歌（作詞：江口榛一）
- 福岡県立京都高等学校校歌（作詞：島田芳文）
- 北海道岩内高等学校校歌（作詞：風巻景次郎）
- 富山県立八尾高等学校校歌（作詞：藤村作）
- 長野県須坂園芸高等学校校歌（作詞：大井広）
- 岐阜県立郡上高等学校校歌（作詞：和田董）
- 福岡県立小倉西高等学校校歌（作詞：島田芳文）
- 三田尻学園誠英高等学校校歌（作詞：豊田虎之助）
- 埼玉県さいたま市立岸中学校校歌（作詞：学校選定）
- 富山県富山市立上滝中学校校歌（作詞：木俣修）
- 富山県立富山工業高等学校校歌（作詞：藤村作）
- 東京都大島町立元町小学校校歌（作詞：巖谷小波）
- こどもの楽隊（作詞：丘みち）（ペンネームの富山仙六として発表）[11][12]

作詞
- 岡崎高等女学校校歌（作曲：柴田顕正）
- 孤児（作曲：宮良長包）

## 著作
- 福井直秋 編・島崎赤太郎 閲『初等和声学』 共益商社楽器店 1908年
- 『日英唱歌集 第一集』 学海指針社 1908年
- 『A collection of Japanese English songs 日英唱歌集 第ニ集』 学海指針社 1909年
- 福井直秋 著・島崎赤太郎 閲・吉丸一昌 閲『尋常小學唱歌伴奏樂譜・歌詞評釋:第１學年用』 共益商社書店1911年
- 福井直秋 著・島崎赤太郎 閲・吉丸一昌 閲 『尋常小學唱歌伴奏樂譜・歌詞評釋:第４學年用』（再版）共益商社書店、1913年9月。

- 福井直秋 著・島崎赤太郎 閲『祝日唱歌伴奏譜』 共益商社書店1913年
- 『音程教本伴奏譜』 共益商社書店 1914年
- 福井直秋 著・島崎赤太郎 閲『和声学教科書』 共益商社書店1921年
- 『唱歌の歌ひ方と教へ方』 共益商社書店1924年
- 『対声学』 共益商社書店1930年
- 『伴奏の作り方』 共益商社書店1935年